# A Cage in Search of a Bird
A Cage in Search of a Bird is een ep van muziekgroep Tangerine Dream. De ep (of, zoals Tangerine Dream haar noemt, de "cupdisc") werd uitgegeven ter promotie van en verkoop bij een tournee, die hun naar Azië en Europa; Northeim, Berlijn en Tokio worden daarbij aangedaan. Het album dat in beperkte oplage werd uitgegeven, werd gezien als een niemendalletje tussendoor. De muziek klinkt als Tangerine Dream op automatische piloot is de algemene mening. Kiev Mission is een instrumentale versie van het nummer Kiev Mission van Dreams muziekalbum Exit. Ook hier vond men Tangerine Dream zwak in; de teksten van Kiev Mission over vrede op Aarde waren het belangrijkste deel van de muziek destijds.

## Musici
De hoes vermeldt in het geheel niets, we horen echter de saxofoon en percussie, hetgeen erop wijst dat de samenstelling als volgt moet zijn:
- Edgar Froese, Thorsten Quaeschning – synthesizers of soortgelijke instrumenten;
- Iris Camaa – percussie;
- Linda Spa – saxofoon, toetsen;
- Bernhard Beibl – gitaar.

## Muziek
| Nr. | Titel                         | Duur |
| --- | ----------------------------- | ---- |
| 1.  | A cage in search of a bird I  |      |
| 2.  | A cage in search of a bird II |      |
| 3.  | Kiev mission (2009-versie)    |      |

CD1: Das romantische Opfer ·
CD2: Fallen Angels ·
CD3: Choice ·
CD4: Flame ·
CD5: A Cage in Search of a Bird ·
CD6: Zeitgeist EP ·
CD7: The Gate of Saturn ·
CD8: Mona da Vinci ·
CD9: Machu Picchu ·
CD10: Josephine the mouse singer ·
CD11: Mala Kunia ·
CD12: Quantum key